# Sysendammen
Der Sysendammen ist ein Staudamm am Südwestende des Stausees Sysenvatnet (auch Sysenvatn) in der Kommune Eidfjord der norwegischen Provinz Vestland. Er liegt 115 Kilometer östlich der Stadt Bergen, am Nordrand der Hochebene Hardangervidda. Mit der über einen Kilometer langen Talsperre wird seit 1980 der Fluss Leiro aufgestaut, wodurch sich die Fläche des Sysenvatnet von ursprünglich 2,4 auf 10,5 km² und die Tiefe von 40 auf 100 m beim Stauziel von 940 moh. erhöhte. Zudem wird ein Teil des Flusses Bjoreio über Tunnel in den Stausee umgeleitet. Der Sysenvatnet ist das Hauptreservoir für den Sy-Sima-Zweig (620 MW) des Sima-Kraftwerks von Statkraft am Simadalsfjord, mit dem er über ein 22 Kilometer langes Tunnelsystem verbunden ist. Zusätzlich versorgt er seit 2011 das Leiro-Kraftwerk (5 MW) am Fuße des Sysendammen.

## Geschichte

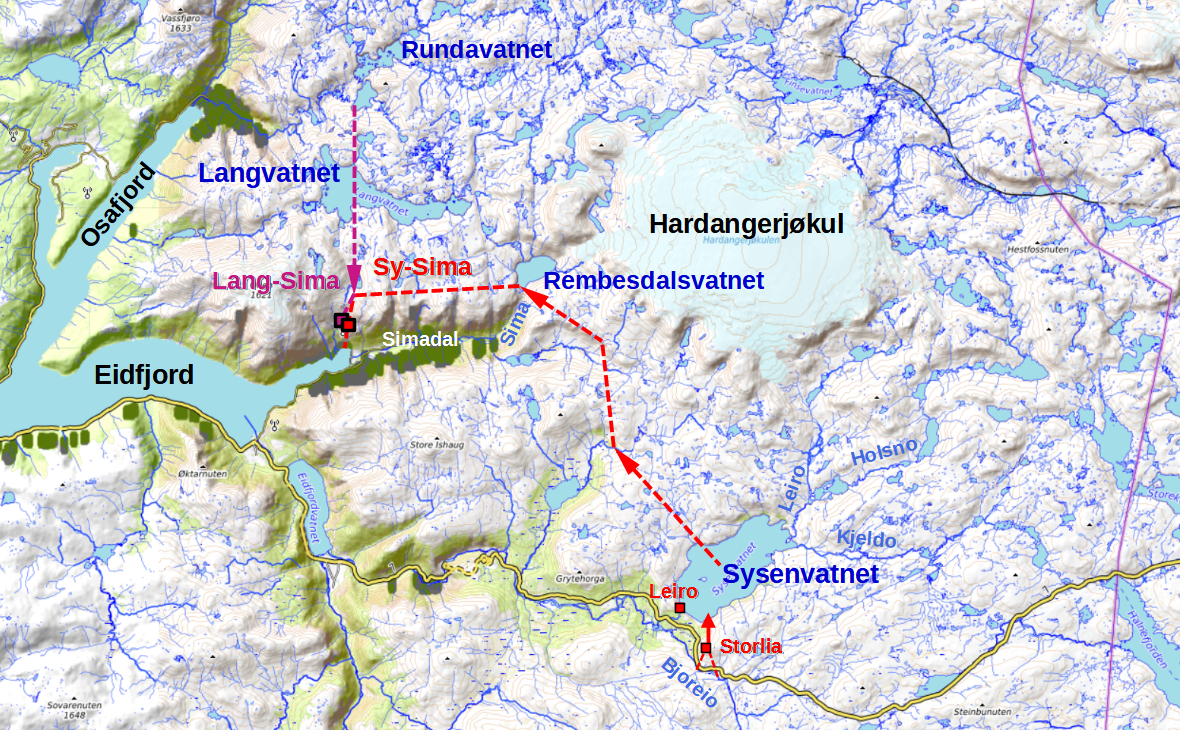
Topographische Karte von Nord-Eidfjord mit den Stauseen und Tunneln für das Sima-Kraftwerk

Schon Anfang des 20. Jahrhunderts gab es Pläne zur Nutzung der Wasserläufe für die Energieversorgung im Norden der Region Hardanger. Die 1915 gegründete Osa Fossekompani A/S wollte den in den Osafjord mündenden Fluss Austdøla und den auf etwa 900 moh. liegenden See Austdølvatnet für den Betrieb eines 80-MW-Wasserkraftwerkes nutzbar machen. Nach dem Baubeginn 1917 scheiterte das Projekt 1926 auf Grund von Finanzierungsschwierigkeiten, wurde während der Deutschen Besatzung Norwegens in den 1940er Jahren fortgeführt, aber nie fertiggestellt und in den 1950er Jahren schließlich aufgegeben. In den 1960er Jahren konzentrierten sich dann die Planungen des Norges vassdrags- og energidirektorat (NVE) auf den nördlichen Teil der Provinz Eidfjord und daran angrenzende Gebiete der Kommune Ulvik, vom Hardangerjøkul bis zum nördlichen Teil der Hochebene Hardangervidda. Auf Grund von Bedenken eines negativen Einflusses auf den Tourismus in der Region und der geplanten Schaffung des Hardangervidda-Nationalparks, wurde das Projekt über die Jahre verkleinert und umfasste Mitte der 1970er Jahre nur noch die Flussläufe des Bjoreio und Leiro im Süden und des Sima, Austdøla und Norddøla im Norden. Über ein großangelegtes Tunnelnetzwerk sollte das Sima-Kraftwerk am Simadalsfjord von vier großen Stauseen gespeist werden, dem Rundavatnet und Langvatnet im Norden in der Kommune Ulvik (Lang-Sima) und dem Sysenvatnet und Rembesdalsvatnet im Süden in der Kommune Eidfjord (Sy-Sima).

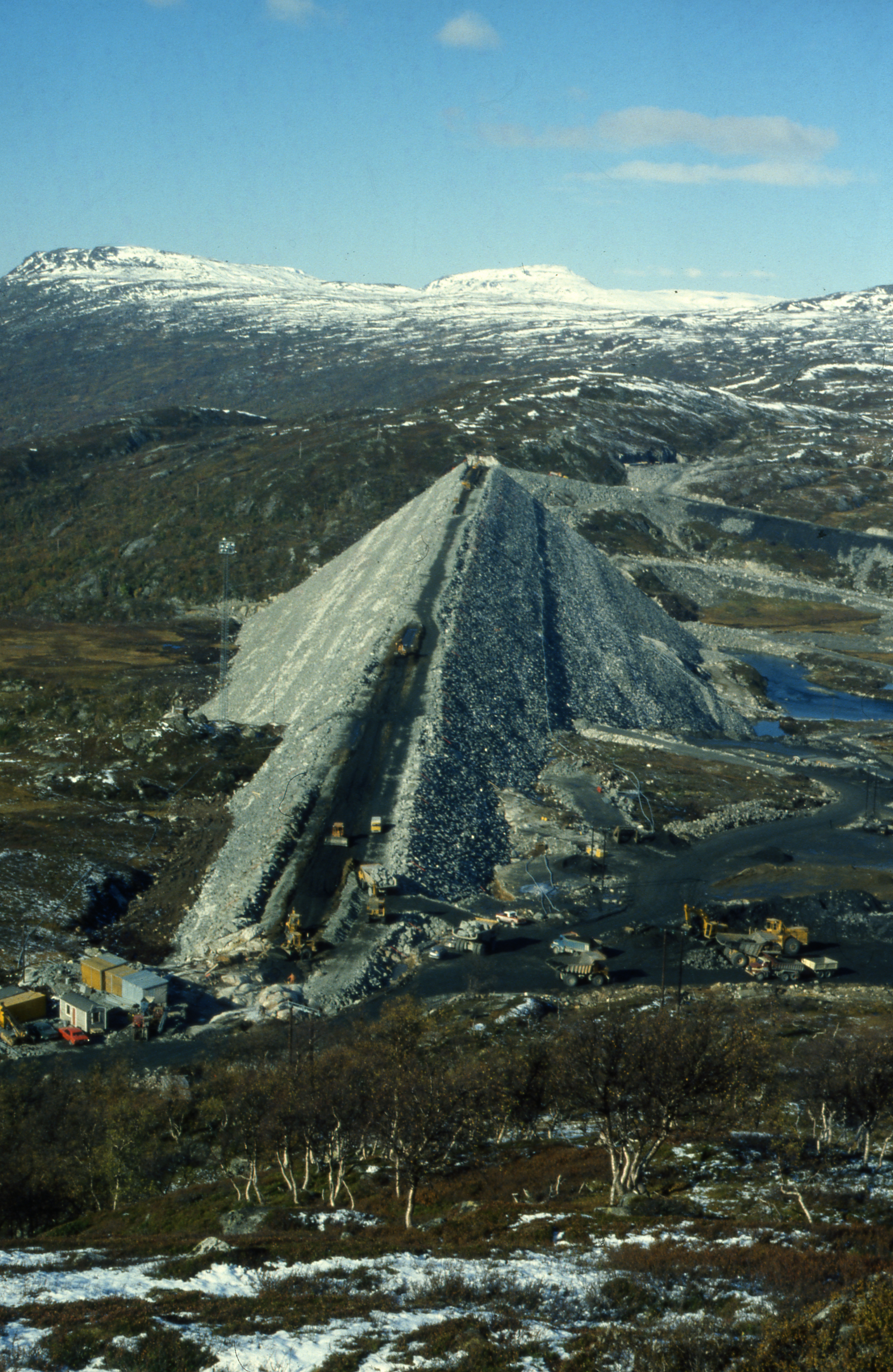
Der Staudamm kurz vor seiner Fertigstellung 1979, Blick nach Nordwest

Mit dem Sysenvatnet entstand der größte Stausee mit einem Speicherraum von 436 Mio. m³, wozu die Errichtung eines über einen Kilometer langen und über 80 Meter hohen Steinschüttdamms am Unterlauf des Leiro, etwa 1,5 Kilometer vor seiner Mündung in den Bjoreio, nötig war. Die Bauarbeiten begannen 1974 und bis 1980 wurden alleine für den Staudamm 3,6 Mio. m³ Material bewegt, wobei ein Großteil der Steinschüttung aus dem Abraum des Tunnelbaus und aus Steinbrüchen im zukünftigen Reservoir gewonnen wurde, die heute überflutet sind. Auch das Material für die Kerndichtung und die Übergangszonen wurde aus Tagebaugruben in diesem Bereich gewonnen, da die Vorkommen hier aber nicht ausreichten, wurde zusätzlich auf Material in der Umgebung entlang der Riksvei 7 zurückgegriffen, in Armehølen, Fet und Tråstølen. Die Fläche des Sysenvatnet vergrößerte sich von ursprünglich 2,4 auf 10,5 km² und die Tiefe von 40 auf 100 m beim Stauziel von 940 moh.
Bestandteil des über 20 Kilometer langen Wassertunnelsystems, das im Hauptstrang die Verbindung vom Sysenvatnet zum Sy-Sima-Kraftwerk herstellte, ist auch ein zwei Kilometer langer Tunnel an der Südseite des Stausees, über den Wasser vom Fluss Bjoreio in den Sysenvatnet geleitet wird sowie ein Bypass-Tunnel an der Westseite des Staudamms, mit dem Wasser in den Unterlauf des Leiro (und somit in den Bjoreio) abgelassen werden kann. Letzterer wurde notwendig, um den vorgeschriebenen Durchfluss des Bjoreio am Wasserfall Vøringsfossen im Sommer zwischen dem 1. Juni und 15. September von mindestens 12 m³ pro Sekunde zu gewährleisten. In die beiden künstlichen Wasserläufe wurden im 21. Jahrhundert mit dem Storlia-Kraftwerk (8,5 MW, 2020) und Leiro-Kraftwerk (5 MW, 2011) kleinere Wasserkraftwerke integriert.

## Beschreibung

### Absperrbauwerk

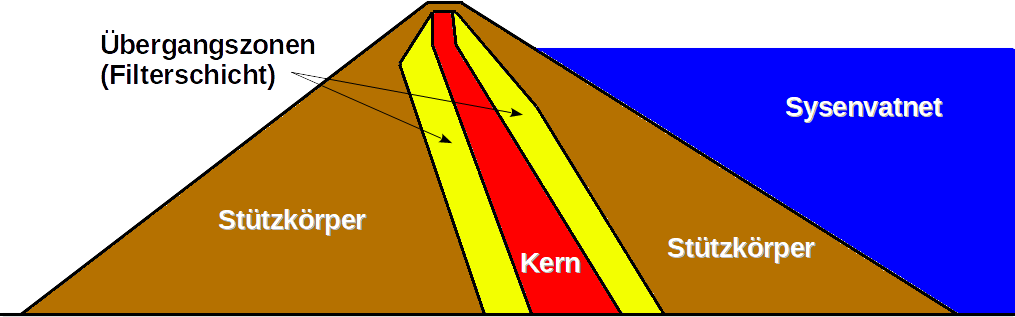
Schematische Querschnittdarstellung des Sysendammen, die Korngröße des Materials nimmt vom Kern nach außen hin zu, die Deckschichten bestehen aus Felsblöcken

Der Sysendammen ist ein Steinschüttdamm (Zonendamm) mit einem im Querschnitt unsymmetrischen Schichtenaufbau. Er hat eine Kerndichtung aus gesiebtem und verdichtetem Grundmoränensediment (Geschiebemergel) und Übergangszonen (Filterschichten) aus Sand, Kies und Schotter. Seine 8 m breite Dammkrone hat eine Länge von 1160 m und liegt auf 945 moh. An seiner höchsten Stelle über Grund (an der Nordwest-Seite) erreicht er 84 m und hat eine Basisbreite von 245 m (andere Quellen geben 81 m bzw. 248 m an). Das Bauwerksvolumen beträgt 3,6 Mio. m³. Der geneigte Kern sorgt für eine höhere Stabilität, da dadurch ein geringerer Anteil des Stützkörpers vom Wasser durchströmt ist bzw. das Volumen des wasserseitigen Stützkörpers verringert wird. Die Hochwasserentlastung befindet sich an der Nordwest-Seite und besteht aus einer etwa 100 m langen Überlaufrinne aus Beton auf der Höhe des Stauziels von 940 moh., die in einen etwa 650 m langen Tunnel mündet, der seinen Auslass am Fuße des Damms in den Leiro hat. Ergänzt wird diese durch eine aktive Hochwasserentlastung, die an den gleichen Tunnel angeschlossen ist und zudem das Leiro-Kraftwerk versorgt.

### Stausee
Der Sysenvatnet erstreckt sich über 5,2 km von Südwest nach Nordost. Der Sysendammen am Südwest-Ende liegt etwa senkrecht zur Längsachse des Stausees und seine größte Breite parallel zum Damm beträgt etwa 3,0 km. Beim Stauziel von 940 moh. hat er eine Oberfläche von 10,47 km², die sich beim Absenkziel von 874 moh. um 8,66 km² auf nur noch 1,81 km² reduziert. Das Absenkziel liegt unterhalb des natürlichen Wasserstandes von etwa 880 moh., wo der See eine Oberfläche von 2,4 km² und eine Tiefe 40 m hatte. Das Einzugsgebiet umfasst 211 km², wobei die größten natürlichen Zuflüsse der Leiro und der Kjeldo sind; letzter war ein Nebenfluss des Leiro, mündet aber heute direkt in den Stausee. Da auch Wasser vom Bjoreio über Tunnel eingeleitet wird, ist dieser Fluss somit Zu- als auch Abfluss, da der Leiro etwa 1,5 Kilometer unterhalb des Sysendammen in diesen mündet. Weiterer Abfluss ist das Tunnelsystem zum Rembesdalsvatnet und weiter zum Sima-Kraftwerk, dessen Auslass der Simadalsfjord ist. Der höchste Wasserstand wird nach der Frühjahrsschmelze etwa Mitte Juni erreicht. Der Speicherraum zwischen Stau- und Absenkziel beträgt 436 Mio. m³ und das Volumen des ehemaligen Sees lag bei etwa 40 Mio. m³.

### Wasserkraftwerk

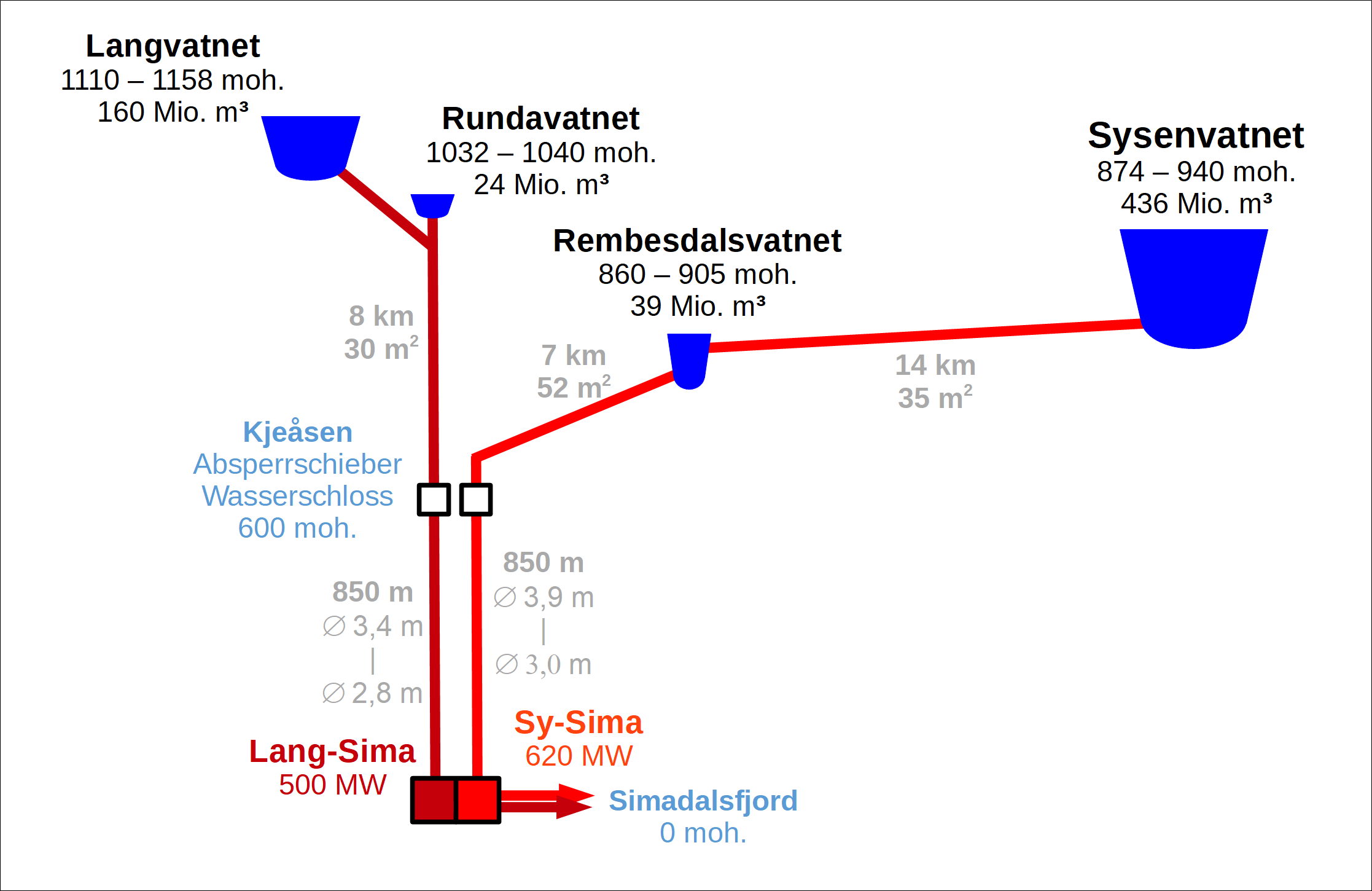
Vereinfachte schematische Darstellung der Stauseen und Tunnel für das Sima-Kraftwerk, die unterschiedlichen Volumen (Stauraum) und Höhenlagen der Seen sind angedeutet, aber nicht maßstäblich

Das Sima-Kraftwerk an der Nordseite des Simadalsfjord befindet sich auf Meereshöhe in einer 200 m langen, 40 m hohen und 20 m breiten Kaverne, erreichbar über einen 700 m langen Zugangstunnel. Das Wasserkraftwerk nutzt die Wasserläufe zweier geographisch getrennter Regionen (und deren Stauseen), wodurch es in den Lang-Sima (Kommune Ulvik) und Sy-Sima-Zweig (Kommune Eidfjord) unterteilt wird. Die unausgekleideten Tunnel beider Zweige enden in einer Kaverne für die Absperrschieber und Wasserschlösser auf 600 moh. (in Höhe des Berghofs Kjeåsen) und sind von hier durch stahlverkleidete Druckstollen mit den Turbinen im Kavernenkraftwerk verbunden. Es sind vier vertikale Pelton-Turbinen mit je fünf Düsen installiert, mit 2×250 MW (Lang-Sima) und 2×310 MW Leistung (Sy-Sima). Anfang der 1980er Jahre waren die Turbinen des Sy-Sima-Zeigs, die weltweit größten ihrer Art.
Das von Statkraft betriebene Kraftwerk ist mit einer gesamten installierten Leistung von 1,12 GW das zweitgrößte Wasserkraftwerk Norwegens und hat eine jährliche Jahresproduktion von 3,1 TWh.